# Mario Domínguez

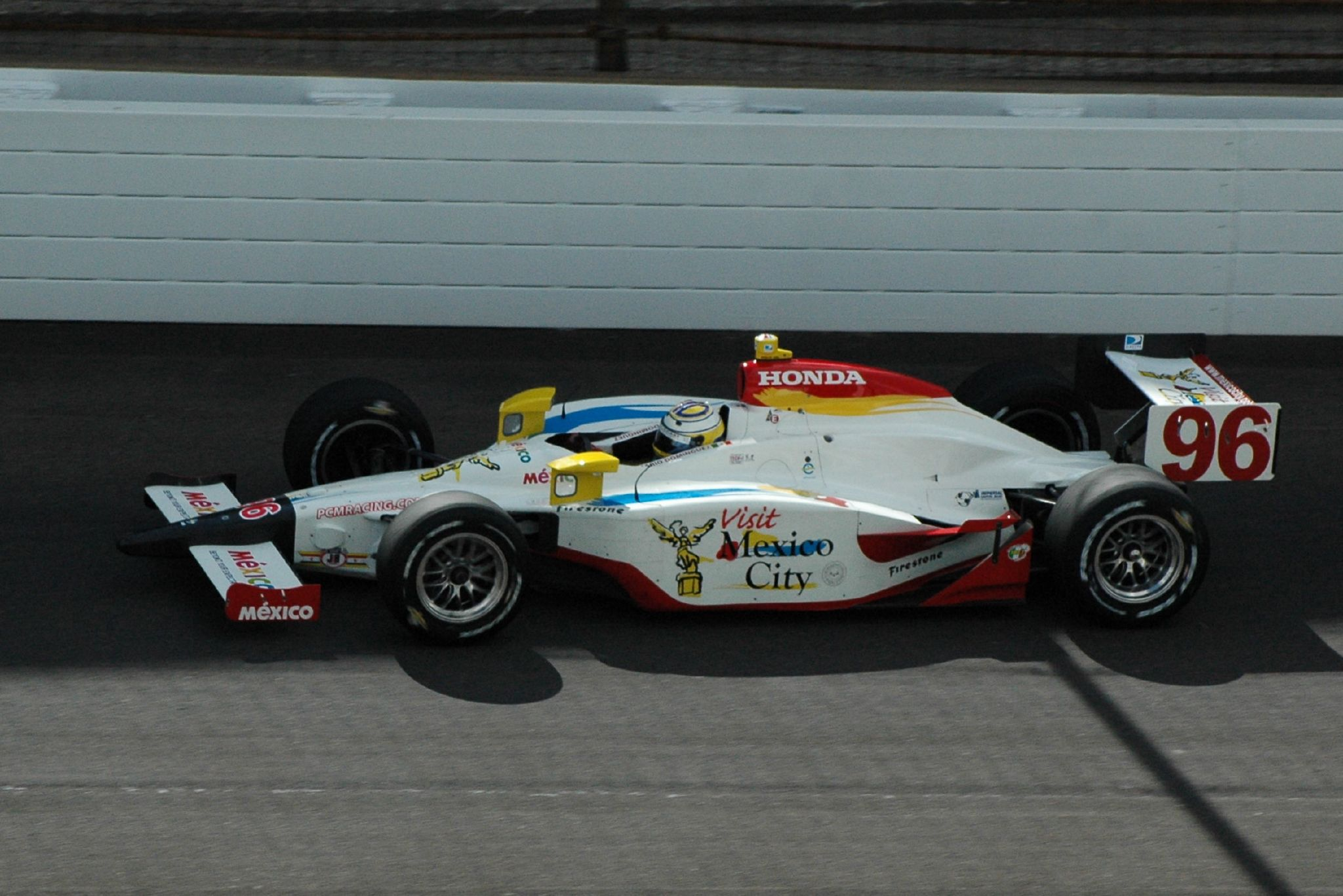
Domínguez in Indianapolis, 2008

Mario Domínguez (Mexico-Stad, 1 december 1975) is een Mexicaans autocoureur.

## Carrière
Domínguez reed tussen 1998 en 2001 in de Indy Lights series, de junior raceklasse van de Amerikaanse autosport. Hij werd achtste in de eindstand van dat kampioenschap in 2000 en vierde in 2001.
In 2002 maakte hij de overstap naar de Champ Car series. Hij won dat jaar de race op het Australische Surfers Paradise. In 2003 won hij in Miami en dat was meteen ook zijn laatste overwinning in de Champ Car series. In 2004 werd hij drie keer derde in een race en werd hij vijfde in de eindstand van het kampioenschap, zijn beste resultaat. In 2005 maakte hij de overstap van het Herdez team naar het Forsythe team. Een tweede plaats in Denver was zijn beste resultaat dat jaar. In 2006 haalde hij een tweede plaats in de race op Surfers Paradise.
In 2008 reed hij zeven races voor Pacific Coast Motorsports in de IndyCar Series. Hij werd derde in de race van Long Beach. Hij kwalificeerde zich niet voor de Indianapolis 500, nadat hij gecrasht was tijdens de trainingen.

## Resultaten
Champ Car resultaten (aantal gereden races, aantal maal in de top 5 van een race, eindpositie kampioenschap en punten)
| Jaar | Races | 1ste | 2de | 3de | 4de | 5de | Rank | Ptn |
| ---- | ----- | ---- | --- | --- | --- | --- | ---- | --- |
| 2002 | 19    | 1    | -   | -   | -   | -   | 18   | 37  |
| 2003 | 18    | 1    | 1   | 2   | -   | 3   | 6    | 118 |
| 2004 | 14    | -    | -   | 3   | 1   | 2   | 5    | 244 |
| 2005 | 13    | -    | 1   | -   | 2   | 3   | 9    | 198 |
| 2006 | 14    | -    | 1   | 1   | 1   | 1   | 9    | 202 |
| 2007 | 8     | -    | -   | -   | -   | -   | 18   | 78  |

IndyCar Series resultaten (aantal gereden races, aantal maal in de top 5 van een race, eindpositie kampioenschap en punten)
| Jaar | Races | 1ste | 2de | 3de | 4de | 5de | Rank | Ptn |
| ---- | ----- | ---- | --- | --- | --- | --- | ---- | --- |
| 2008 | 7     | -    | -   | 1   | -   | -   | 27   | 112 |